# Leuctra flavomaculata
Leuctra flavomaculata är en bäcksländeart som beskrevs av Martin E. Mosely 1935. Leuctra flavomaculata ingår i släktet Leuctra och familjen smalbäcksländor. Inga underarter finns listade i Catalogue of Life.